# Breitflossenkärpfling
Der Breitflossenkärpfling (Poecilia latipinna) ist ein Vertreter aus der Familie der lebendgebärenden Zahnkarpfen. Als Zierfisch wird er üblicherweise in Süßwasseraquarien gehalten, auch wenn er in der Natur neben Süß- auch Brack- und Salzwasserzonen besiedelt.

## Verbreitung
Das natürliche Verbreitungsgebiet des Breitflossenkärpflings umfasst die Küstenregionen am Atlantik in den USA und Mexiko, ausgehend vom südöstlichen North Carolina über Florida entlang des Golf von Mexiko bis zur mexikanischen Atlantikküste. In den USA sind verschiedene Zuchtformen und Kreuzungen des Breitflossenkärpflings ausgesetzt worden, so dass reine Wildtiere nur noch aus Mexiko nachgewiesen sind.
Bis 2018 wurde die Art als Neobiont in 29 Ländern nachgewiesen, hauptsächlich in den Tropen und Subtropen. Da der Breitflossenkärpfling, zu dessen Nahrung Mückenlarven gehören, für die Malariaprävention ausgesetzt wurde, sind viele der Verbreitungsgebiete außerhalb seines natürlichen Lebensraums in Malariagebieten.

## Lebensraum
Der Breitflossenkärpfling bevorzugt alkalisches hartes Wasser und ist häufig in Brackwasser anzutreffen. Obwohl die Art hauptsächlich eine Warmwasserart ist, kann sie Temperaturen zwischen 4 und 40 °C tolerieren.

## Merkmale
Männliche Breitflossenkärpflinge erreichen eine Länge von 8 bis 10 cm, weibliche Tiere werden 10 bis 15 cm groß. Der Körper ist olivgrün, wobei die Bauchseite heller als die Oberseite ist. Bei seitlichem Lichteinfall erscheinen die Fische silbrig mit perlmuttfarbenen Schuppenreihen. Auf der Seite befinden sich sechs bis acht Reihen mit quadratischen bis rechteckigen dunklen Flecken. Die Brust von Alphamännchen ist orange gefärbt. Die Rückenflosse der männlichen Tiere ist segelförmig vergrößert, perlmuttfarben und hat zahlreiche dunkelblaue und schwarze Flecken. Der obere Rand ist orangerot. Die Schwanzflosse ist orange und ebenfalls blau gefleckt. Bei Weibchen befinden sich auf der Rückenflosse ebenfalls drei oder vier Reihen mit Flecken, die Schwanzflosse hat einen dunkleren Farbton. Die anderen Flossen der Weibchen sind transparent. Es gibt auch gescheckte bis fast schwarze Lokalformen.

## Lebensweise
Die Art ist ovovivipar. Bei einer durchschnittlichen Tragzeit von vier Wochen werfen die Weibchen zwischen 10 und 100 lebende Junge, die bei der Geburt bereits 8 mm lang sind. Sie hat eine Lebenserwartung von ca. drei Jahren. In ihrem natürlich Lebensraum ernährt sie sich hauptsächlich von Algen und Wirbellosen.

## Verwandtschaft zum Amazonenkärpfling
Es konnte durch genetische Untersuchungen belegt werden, dass die Amazonenkärpflinge durch ein einzelnes Hybridisierungsereignis zwischen einem weiblichen Atlantikkärpfling und einem männlichen Breitflossenkärpfling vor 40.000 bis 100.000 Jahren, nach anderen, neueren Angaben sogar bereits vor zirka 280.000 Jahren entstanden sind.

## Aquaristik

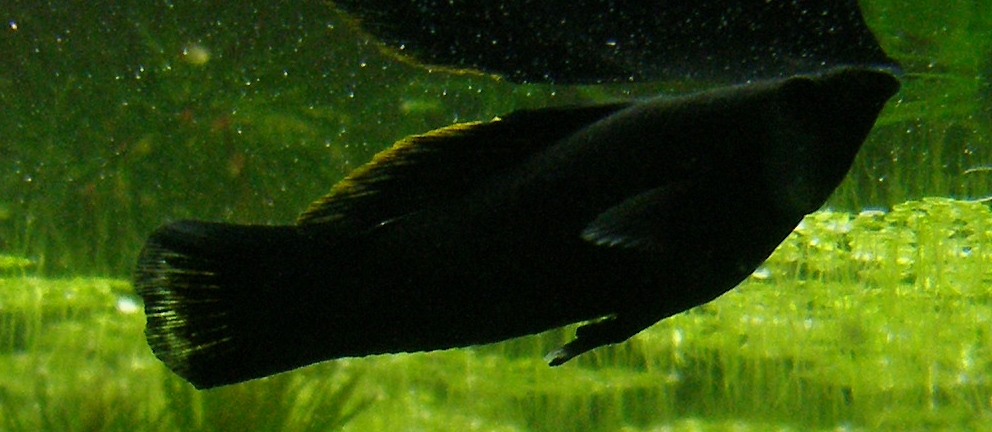
Mitternachtsmolly

Zuchtformen des Breitmaulkärpflings werden häufig im Handel angeboten. Durch die leichte Kreuzbarkeit der verschiedenen Molly-Arten können sie aber häufig nicht auf eine einzige Basisart zurückgeführt werden. Eine auf dem Breitmaulkärpfling basierende Zuchtform ist der Mitternachtsmolly, der schwarz gefärbt ist und dessen Männchen den typischen orangen Flossensaum in der Rückenflosse zeigen.
In der Haltung stellen die Tiere die gleichen Anforderungen wie der nah verwandte Segelkärpfling. Die Tiere fühlen sich bei Temperaturen von 27 bis 28 °C am wohlsten. Um große Exemplare zu züchten, sollte das Aquarium mindestens 400 Liter fassen. Bei Fütterung von Lebendfutter werden die Tiere zu schnell geschlechtsreif, es sollte nur in den ersten vier Wochen gereicht werden. Danach sollte nur noch Trockenfutter und Algenkost verfüttert werden.